# Classement automatique
 (mai 2008).

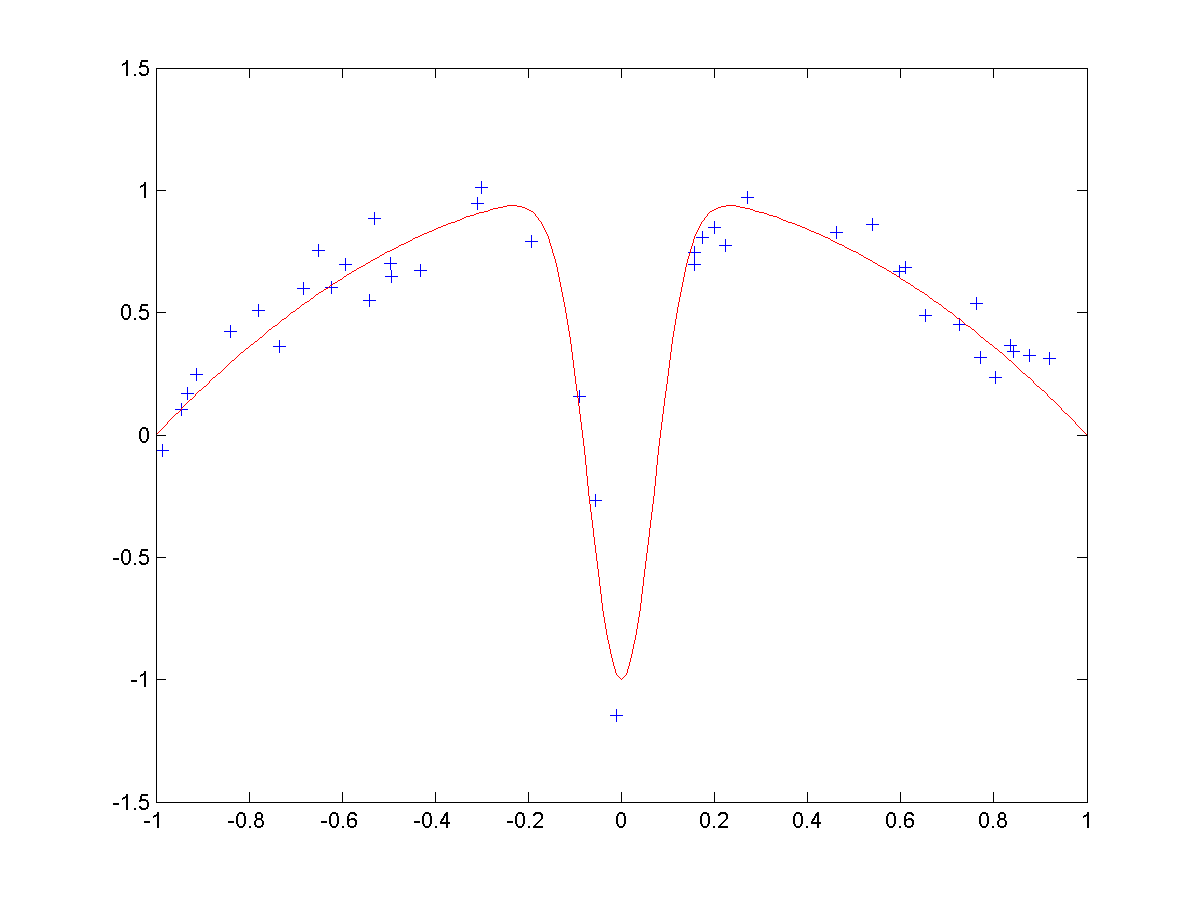
La fonction 1-x^2-2*exp(-100*x^2) (rouge) et les valeurs déplacées par un bruit de 0,1*N(0,1).

Le classement automatique ou classification supervisée est la catégorisation algorithmique d'objets. Elle consiste à attribuer une classe ou catégorie à chaque objet (ou individu) à classer, en se fondant sur des données statistiques. Elle fait couramment appel à l'apprentissage automatique et est largement utilisée en reconnaissance de formes.

## Terminologie
En français, le classement fait référence à l'action de classer  donc de « ranger dans une classe ». La classification fait référence à l'action de classifier donc de « déterminer des critères de classement, définir des classes »,,. En anglais, le terme classification correspond au premier sens (classement) tandis que le second sens correspond plutôt au clustering.
La littérature scientifique francophone, et l'enseignement académique correspondant, utilisent néanmoins le terme « classification ». On distingue alors la « classification supervisée » qui correspond au classement automatique et la « classification non supervisée ».

## Fondements
Nos moyens limités d'entendement nous obligent, pour tenter de comprendre quelque chose au réel, à effectuer des classifications des objets que nous devons traiter en catégories. Celles-ci ont été considérées par la philosophie :
- au départ comme préexistantes à l'observation. C'est la démarche dite platonicienne où l'on considère que les catégories en question préexistent à l'entendement humain, qui ne fait que les découvrir plus ou moins imparfaitement. Cette démarche subsista grosso modo jusqu'à la fin du Moyen Âge, où elle était appelée « réalisme » ;
- par la suite estimées comme des regroupements ad hoc et ne visant qu'à la commodité d'usage : il n'existerait pas en soi de « champignons comestibles » et de « champignons vénéneux », mais l'effet observé des champignons nous aurait conduits à les classer fonctionnellement en comestibles et en vénéneux. Cette démarche opposée au réalisme du Moyen Âge fut nommée nominalisme. Bertrand Russell fait remarquer dans ses ouvrages que si l'on devait les nommer aujourd'hui, on permuterait les deux appellations.

La classification automatique vise à créer ces catégories à partir de procédés ne faisant intervenir que les données et pas la subjectivité de l'expérimentateur. Il serait d'ailleurs plus exact de dire : « ne faisant pas intervenir la subjectivité de l'expérimentateur par autre chose que le choix des représentations qu'il utilise » : si l'on classe des objets selon leur plus grande dimension, on n'obtiendra pas en général le même classement qu'en les classant selon leur poids.
Bien que les premières bases de l'approche algorithmique de la classification automatique soient relativement anciennes, ce n'est qu'avec le développement de l'informatique qu'il est devenu possible de les mettre en œuvre sur de grands échantillons de données. Le résultat d'une classification peut être soit une partition mathématique soit une hiérarchie (mathématiques).

## Méthodes
Parmi les différentes méthodes, on peut considérer deux grands types d'approches.

### Non paramétriques
Les approches dites non paramétriques (classification hiérarchique, méthode des centres mobiles) ne considèrent qu'une seule hypothèse : plus deux individus sont proches, plus ils ont de chances de faire partie de la même classe.

### Probabilistes
La seconde grande famille de méthodes de classification automatique, dites probabilistes, utilise une hypothèse sur la distribution des individus à classifier. Par exemple, on peut considérer que les individus de chacune des classes suivent une loi normale. Le problème qui se pose alors est de déterminer quels sont les paramètres des lois (moyenne, variance) et à quelle classe les individus ont le plus de chances d'appartenir. Les paramètres d'une loi peuvent être déterminés de maintes façons, et notamment en utilisant l'algorithme espérance-maximisation.